# 조영숙 (바둑 기사)
조영숙(趙英淑, 1948년 7월 8일 ~ )은 대한민국의 바둑 기사이다.

## 약력
프로에 입단하기 전, 1963년 열린 여류왕위전에서 여류왕위를 차지하는 등 여러 여성 바둑 대회에서 우승을 차지했다. 1975년 3월 제1회 여류입단대회를 통해 윤희율 초단과 함께 입단한 대한민국 최초의 여성 기사이다. 1995년 2단으로 승단한 이후 1997년 제4기 여류국수전 본선 16강에 진출했고, 같은해 12월에 특별 승단 형식을 통해 3단으로 승단했다. 당시 가족관계는 아버지 조인규(사망), 남편 강현민 과 슬하에 1남 1녀이다. 1999년 제1회 여류명인전 본선에 진출했다. 한국여성바둑연맹 회장을 맡아 활동했다.